# Rio Largo
Rio Largo is een gemeente in de Braziliaanse deelstaat Alagoas. De gemeente telt 76.019  inwoners (schatting 2017).

## Aangrenzende gemeenten
De gemeente grenst aan Atalaia, Flexeiras, Maceió, Messias, Murici, Pilar en Satuba.

## Verkeer en vervoer
De plaats ligt aan de wegen BR-101, BR-104 en AL-210.
Bij de plaats ligt de Luchthaven Zumbi dos Palmares.